# День национального кино Азербайджана
«День национального кино» — профессиональный праздник всех работников кинематографа, который отмечается в Республике Азербайджан ежегодно, 2 августа.
«День национального кино Азербайджана» появился в календаре официальных праздников Азербайджанской Республики сравнительно недавно, в начале третьего тысячелетия, в 2000 году, после того, как 18 декабря 2000 года, в столице государства городе Баку, президент Азербайджана Гейдар Алиев, «учитывая заслуги деятелей культуры Азербайджана в развитии национального кинематографа» подписал Указ «Об учреждении Дня национального кино».
Впервые профессиональный праздник у азербайджанских кинематографистов появился в 1980 году, когда согласно Указу Президиума Верховного Совета СССР № 3018-X от 1 октября 1980 года «О праздничных и памятных днях», в редакции Указа Верховного Совета СССР № 9724-XI от 1 ноября 1988 года «О внесении изменений в законодательство СССР о праздничных и памятных днях» (31 мая 2006 года эти указы утратили силу), было положено начало празднования «Дня советского кино». АзССР, входившая в состав СССР, отмечала этот праздник вместе со всем Советским Союзом, 27 августа. Однако в 1976 году в Азербайджанской Советской Социалистической Республике впервые было отмечено шестидесятилетие национального кинематографа, приуроченное к созданному в Российской империи в 1916 году художественному фильму «В царстве нефти и миллионов». День рождения азербайджанского кино отмечался в республике вместе с «Днём советского кино».
В 1996 году, двадцать лет спустя, член Союза азербайджанских кинематографистов киновед Айдын Кязимзаде выступил перед СМИ с сенсационным заявлением. Он привёл факты, которые свидетельствовали, что 8 января 1898 года в Баку был проведён показ французских фильмов — «Оживленные фотокартины». В том же году 21 июня кинофильмы о жизни города Баку: «Народное гуляние по городскому саду», «Прибытие поезда на железнодорожную станцию», о деятельности общества «Кавказ и Меркурий», «Отплытие парохода из порта», «Базарная улица на рассвете» показывались в театре цирке. Эти фильмы были сняты российским кинематографистом, фотографом-кинооператором французского происхождения Александром Мишоном. Он же 2 августа продемонстрировал авторскую программу из трёх кинохроник и одного документального фильма: «Пожар на Биби-Эйбате», «Нефтяной фонтан на промысле Балаханы», «Церемония проводов Его Превосходительства Бухарского эмира на пароходе «Великий князь Алексей», «Кавказский танец» и «Попался». Некоторые из этих лент были переданы из Парижского архива в Азербайджан и хранятся в данный момент в Азербайджанском государственном фонде кинофильмов.
В 1998 году в Баку был проведён «Фестиваль фестивалей», посвящённый столетию азербайджанского кино, одним из почётных гостей которого являлся президент Ильхам Алиев, который на церемонии открытия кинофестиваля произнёс следующую фразу: 

«Сегодня мы сделали небольшое открытие. Доказали, что азербайджанское кино берёт начало с 1898 года. А это значит, что Азербайджан — цивилизованная страна, и с появлением кино на мировой арене оно пришло и в нашу республику. Поэтому сегодняшний фестиваль для меня равноценен этому открытию».

Новая дата понравилась в Республике Азербайджан не всем. Так, с резкой критикой выступил кинокритик Ульви Мехти.
«День национального кино Азербайджана» не является нерабочим днём, если, в зависимости от года, не попадает на выходной.